# Jakub Brabec
Jakub Brabec (* 6. srpen 1992, Praha) je český profesionální fotbalista, který hraje na pozici středního obránce v řeckém klubu Aris Soluň a v českém národním týmu.
Seniorskou fotbalovou kariéru zahájil v dresu FK Viktoria Žižkov a posléze pokračoval v pražské Spartě. Získal ocenění „Hráč měsíce Gambrinus ligy“ za září 2013. Mezi jeho úspěchy patří zisk stříbrné medaile z mistrovství Evropy 2011 hráčů do 19 let v Rumunsku, kde byl kapitánem výběru vedeného trenérem Jaroslavem Hřebíkem.

## Klubová kariéra

### Viktoria Žižkov
V dřívější části kariéry hrál tento odchovanec letenského klubu v FK Viktoria Žižkov, se kterou vybojoval v sezoně 2010/11 postup do Gambrinus ligy.

### Sparta Praha
Do Sparty zpátky Brabec přestoupil v roce 2011, ale téměř celou sezonu 2012/13 strávil na hostování v FC Zbrojovka Brno.
První ligový gól vstřelil 16. září 2013 (v dresu Sparty) v Brně proti 1. SC Znojmo, Sparta vyhrála 2:0. V dalším ligovém kole 20. září přidal druhou trefu a podílel se tak na vítězství 4:1 proti Slovácku. 2. listopadu 2013 vstřelil vítězný gól v ligovém šlágru proti FK Teplice, Sparta zvítězila 2:0. V sezóně 2013/14 slavil se Spartou Praha zisk ligového titulu již ve 27. kole 4. května 2014.
22. července 2014 se představil na postu stopera vedle Radoslava Kováče v odvetě 2. předkola Ligy mistrů UEFA proti estonskému klubu FC Levadia Tallinn (remíza 1:1). Sparta s celkovým skóre 8:1 pohodlně postoupila do 3. předkola, kde vypadla se švédským klubem Malmö FF a šla do 4. předkola Evropské ligy. V odvetném zápase 4. předkola Evropské ligy 2014/15 28. srpna přispěl gólem k výhře 3:1 a postupu do základní skupiny přes nizozemský klub PEC Zwolle (domácí výhra 3:1). 1. října 2015 se jedním gólem podílel na výhře Sparty 2:0 nad kyperským týmem APOEL FC v základní skupině Evropské ligy 2015/16. Experti UEFA jej zařadili do nejlepší jedenáctky kola.

### Genk
Dne 31. srpna 2016, v posledním dni letního přestupového období v západní Evropě, přestoupil do belgického klubu KRC Genk, kde podepsal tříletou smlouvu. Brabec při soutěžní premiéře za Genk neodvrátil porážku 0:2 s Anderlechtem Brusel. Brabec se v týmu rychle aklimatizoval a ve své první sezóně odehrál 38 soutěžních utkání, v nichž vstřelil 2 branky.
Brabec si udržel místo v základní sestavě i během podzimní části sezóny 2017/18. Po příchodu trenéra Philippeho Clementa ale ze sestavy vypadl, v Genku naposledy nastoupil v prosincovém ligovém zápase proti Kortrijku, následný lednový duel s Oostende proseděl na lavičce a pak zcela vypadl ze sestavy. V lednu měl namířeno na hostování do švýcarské Basileje, z transferu ale nakonec sešlo.
V létě 2018 zamířil na roční hostování s opcí do kádru nováčka turecké ligy Rizesporu. V tureckém celku začal pravidelně nastupovat, na začátku roku 2019 ale vypadl ze sestavy a jeho hostování bylo předčasně ukončeno.

### Viktoria Plzeň
V lednu 2019 odešel na půlroční hostování s opcí do Viktorie Plzeň. V české lize rychle naskočil do základní sestavy Plzně a pomohl jí ke konečné druhé příčce.
V květnu 2019 se Viktorie Plzeň rozhodla uplatnit opci na trvalý přestup a Brabec podepsal tříletý kontrakt. Během srpna 2019 se Brabec stal kapitánem týmu, který dovedl ke konečné druhé příčce v lize a do semifinále českého poháru. Kapitánskou pásku si udržel i po příchodu nového trenéra Adriána Guľy.
Brabec byl klíčovým hráčem týmu i v sezóně 2020/21, kdy s týmem došel až do finále českého poháru, kde však Plzeň podlehla Slavii 1:0.

### Aris Soluň
Na konci srpna 2021 přestoupil do Arisu Soluň, s kterým podepsal tříletou smlouvu. V řeckém týmu ihned naskočil do základní sestavy, ve své premiérové sezóně vynechal jen jediné soutěžní utkání a pomohl Arisu ke konečné třetí příčce.
V následující sezóně se v dresu Arisu představil v předkole Konferenční ligy a v základní části řecké nejvyšší soutěže skončil na pátém místě znamenajícím skupinu o mistrovský titul. V dubnu 2023 si Brabec v ligovém zápase proti AEK Athény přivodil zlomeninu žebra a byl pět týdnů mimo hru. Po konci sezóny odmítl přestup do Panathinaikosu.

## Reprezentační kariéra

### Mládežnické reprezentace
Brabec je mládežnickým reprezentantem ČR, nastupoval za výběry U18, U19, U20 a U21.
S reprezentací do 19 let získal stříbrné medaile na mistrovství Evropy 2011 hráčů do 19 let v Rumunsku po finálové porážce 2:3 po prodloužení se Španělskem.
Zúčastnil se domácího Mistrovství Evropy hráčů do 21 let 2015 konaného v Praze, Olomouci a Uherském Hradišti.

### A-mužstvo
Dne 29. března 2016 debutoval pod trenérem Pavlem Vrbou v A-mužstvu ČR v přátelském utkání v Solně proti reprezentaci Švédska (remíza 1:1). První reprezentační gól vstřelil 11.10 2019 proti Anglii v kvalifikaci na EURO 2020, kdy srovnával na 1:1. Češi v tomto utkání zvítězili 2:1.
V březnu 2021 nebyl nominován na utkání zahajující kvalifikaci na MS 2022, jelikož stejně jako další hráči Viktorie Plzeň musel dodržovat povinnou čtrnáctidenní karanténu. V nominaci ho nahradil David Zima, čekající na svůj debut.
V květnu 2021 bylo oznámeno, že je součástí nominace na nadcházející EURO, šlo o jediného zástupce Viktorie Plzeň v českém výběru.
Pod trenérem Jaroslavem Šilhavým patřil Brabec ke stabilním členům základní sestavy české reprezentace, a to až do listopadu 2023, kdy byl kvůli porušení interních pravidel z reprezentace vyloučen.

### Reprezentační zápasy
Zápasy Jakuba Brabce v A-týmu české reprezentace
| Rok    | Zápasy | Góly |
| ------ | ------ | ---- |
| 2016   | 3      | 0    |
| 2017   | 6      | 0    |
| 2018   | 5      | 0    |
| 2019   | 3      | 1    |
| 2020   | 3      | 0    |
| 2021   | 4      | 1    |
| 2022   | 9      | 0    |
| 2023   | 8      | 0    |
| Celkem | 41     | 2    |

## Osobní život
V listopadu 2023 byl Brabec společně s obráncem Vladimírem Coufalem a útočníkem Janem Kuchtou vyřazen z reprezentačního srazu. Důvodem bylo zásadní porušení interních pravidel před závěrečným zápasem kvalifikační skupiny o postup na mistrovství Evropy proti Moldavsku v Olomouci. Národní tým i přes absenci trojice hráčů utkání zvládl a po triumfu 3:0 si zajistil účast na závěrečném turnaji v Německu. Brabec se po zápase veřejně za své chování omluvil.